# Девід Мавутор
Девід Мавутор (англ. David Mawutor, нар. 12 квітня 1992, Аккра) — ганський футболіст, півзахисник казахстанського клубу «Шахтар» (Караганда).

## Ігрова кар'єра
Розпочав грати у футбол на батьківщині за клуби «Тиворд» та «Ювентус», а 2012 року був відданий на правах оренди потрапив до таджикистанського клубу «Равшан», який згодом підписав з футболістом повноцінний контракт. 
У січні 2014 року Мавутор підписав однорічний контракт з іншим місцевим клубом «Істіклол», але незабаром відправився до України, де виступав протягом двох сезонів за команди «ВПК-Агро» та УВС (Дніпропетровськ) в першості Дніпропетровської області. В січні 2016 року повернувся в «Істіклол» і став з командою фіналістом Кубка АФК 2017 року. 29 січня 2018 року таджицький клуб оголосив, що Мавутор покинув клуб, розірвавши контракт за обопільною згодою на 4 місяці раніше терміну.
У лютому 2018 року ганець підписав контракт з казахстанським клубом «Жетису», де провів наступні три сезони. Більшість часу, проведеного у складі «Жетису», був основним гравцем команди.
21 лютого 2021 року Мавутор став гравцем польської «Вісли» (Краків), але зігравши лише 7 ігор в Екстракласі вже у травні покинув клуб по завершенні контракту.
14 липня 2021 року Мавутор став гравцем «Шахтаря» (Караганда). 

## Досягнення
- Чемпіон Таджикистану: 2013, 2016, 2017
- Володар Кубка Таджикистану: 2016[10]
- Володар Суперкубка Таджикистану: 2014, 2016[11]

### Індивідуальні
- Найкращий іноземний футболіст чемпіонату Таджикистану: 2013[12].

## Особисте життя
У листопаді 2016 року Мавутор одружився з українкою Вікторією. Окрім ганського, Мавутор також має громадянство Таджикистану. 